# Pina Gallini
Pour les articles homonymes, voir Gallini.
Pina Gallini, née à Bondeno le 19 mars 1888 et morte à Bologne le 31 janvier 1974, est une actrice italienne. Elle est apparue dans le 82 films entre 1935 et 1963.

## Filmographie partielle
- 1937 : Contessa di Parma d'Alessandro Blasetti
- 1938 : Il suo destino d'Enrico Guazzoni
- 1939 : Absence injustifiée (Assenza ingiustificata) de Max Neufeld
- 1939 : Animali pazzi de Carlo Ludovico Bragaglia
- 1940 : Il capitano degli ussari de Sándor Szlatinay
- 1940 : Tutto per la donna de Mario Soldati
- 1940 : Manon Lescaut de Carmine Gallone
- 1941 : Beatrice Cenci de Guido Brignone
- 1942 : Des violettes dans les cheveux (Violette nei capelli) de Carlo Ludovico Bragaglia
- 1946 : Eugénie Grandet (Eugenia Grandet) de Mario Soldati
- 1949 : L'Empereur de Capri (L'imperatore di Capri) de Luigi Comencini
- 1950 : Mon frère a peur des femmes (L'inafferrabile 12) de Mario Mattoli
- 1951 :  Totò terzo uomo de Mario Mattoli.
- 1952 : Totò et les femmes (Totò e le donne) de Mario Monicelli et Steno
- 1953 : Le Retour de don Camillo de Julien Duvivier
- 1954 : Ridere! Ridere! Ridere! d'Edoardo Anton
- 1957 : Ces sacrés étudiants (Noi siamo le colonne) de Luigi Filippo D'Amico
- 1959 : Le Confident de ces dames (Psicanalista per signore) de Jean Boyer